# ایسایل دا سیلوا باربوسا
ایسایل دا سیلوا باربوسا (به پرتغالی: Isael da Silva Barbosa) هافبک اهل برزیل است که در شهر سائوپائولو و در تاریخ ۱۳ مهٔ ۱۹۸۸ به دنیا آمده‌است.
ایسایل دا سیلوا باربوسا در تیم‌های فوتبال Grêmio سابقهٔ حضور دارد.